# Rosa 'Dee Dee Bridgewater'
Rosa 'Dee Dee Bridgewater' — сорт роз, клаймер, относится к классу Чайно-гибридные розы.
Сорт назван в честь американской джазовой певицы Ди Ди Бриджуотер.

## Биологическое описание
Высота куста до 215 см.
Цветки махровые, карминово-розовые, аромат умеренный. Диаметр 8—10 см, согласно другому источнику 11—12 см.
Лепестков 17—25.

## В культуре
Цветение непрерывное.
Зоны морозостойкости (USDA-зоны): от 6b до 9b.

## Болезни и вредители
Устойчивость к мучнистой росе и чёрной пятнистости средняя. Устойчивость к дождю высокая.